# Chapel Down

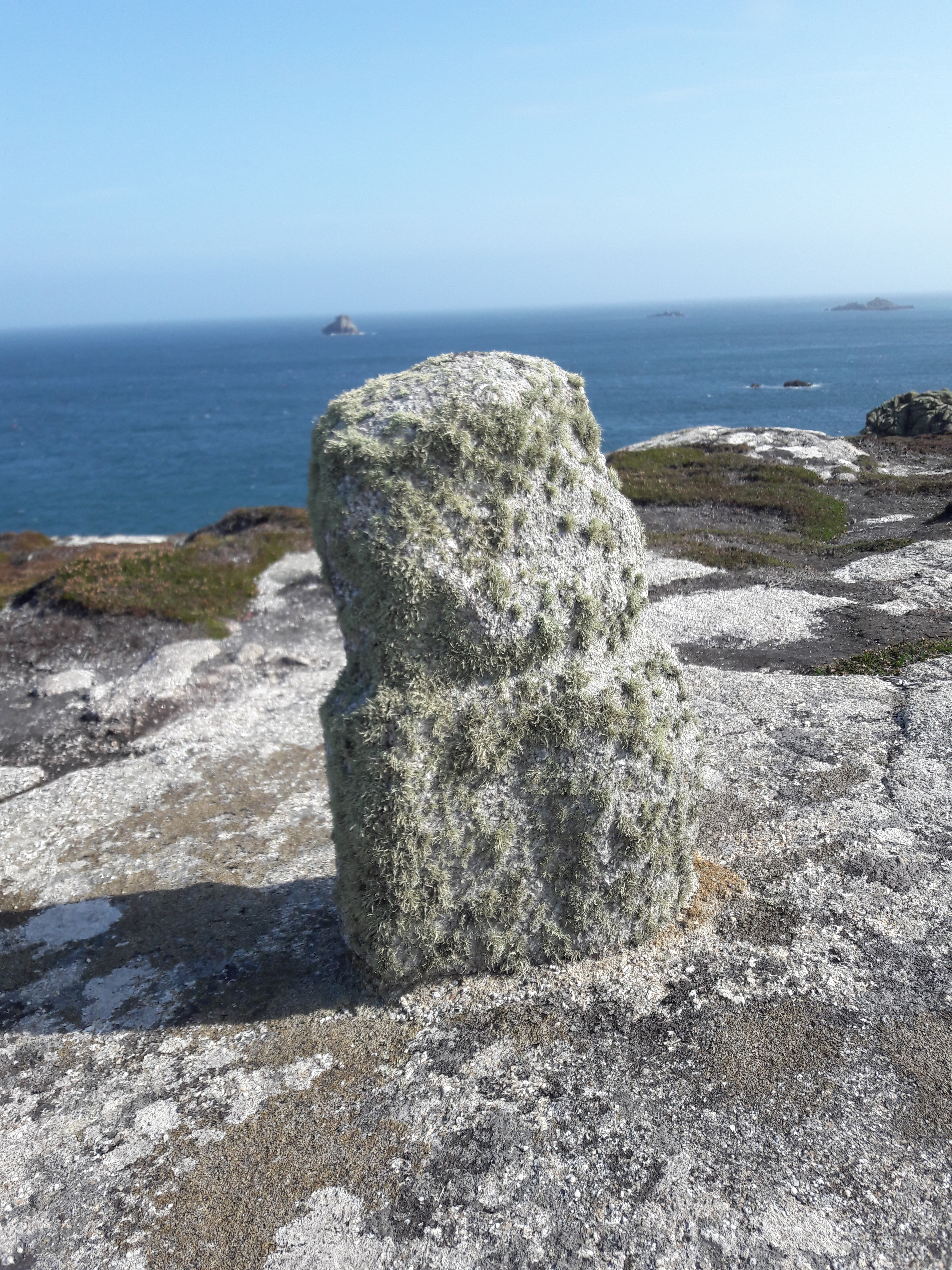
Chapel Down Menhir

Chapel Down ist ein etwa 48 m hoher Hügel mit dem Rest eines Statuenmenhirs, bei Higher Town auf der Scilly-Insel St. Martin’s in Cornwall in England.
Chapel Down auf St. Martin’s ist Fundplatz eines Cairns, eines Entrance Graves, eines Feldsystems, eines Menhirs und eines Statuenmenhirs.
Der 0,9 m hohe Statuenmenhir wurde Anfang des 20. Jahrhunderts entdeckt, er ging verloren und wurde 1989 wiedergefunden, als der ihn verdeckende Adlerfarn abbrannte. Er scheint die obere Hälfte eines Statuenmenhirs (engl. Sculptured Stone) zu sein, ähnlich den in Südfrankreich und auf den britischen Kanalinseln („La Gran'mère du Chimquière“) gefundenen.